# Schansspringen op de Olympische Jeugdwinterspelen 2012

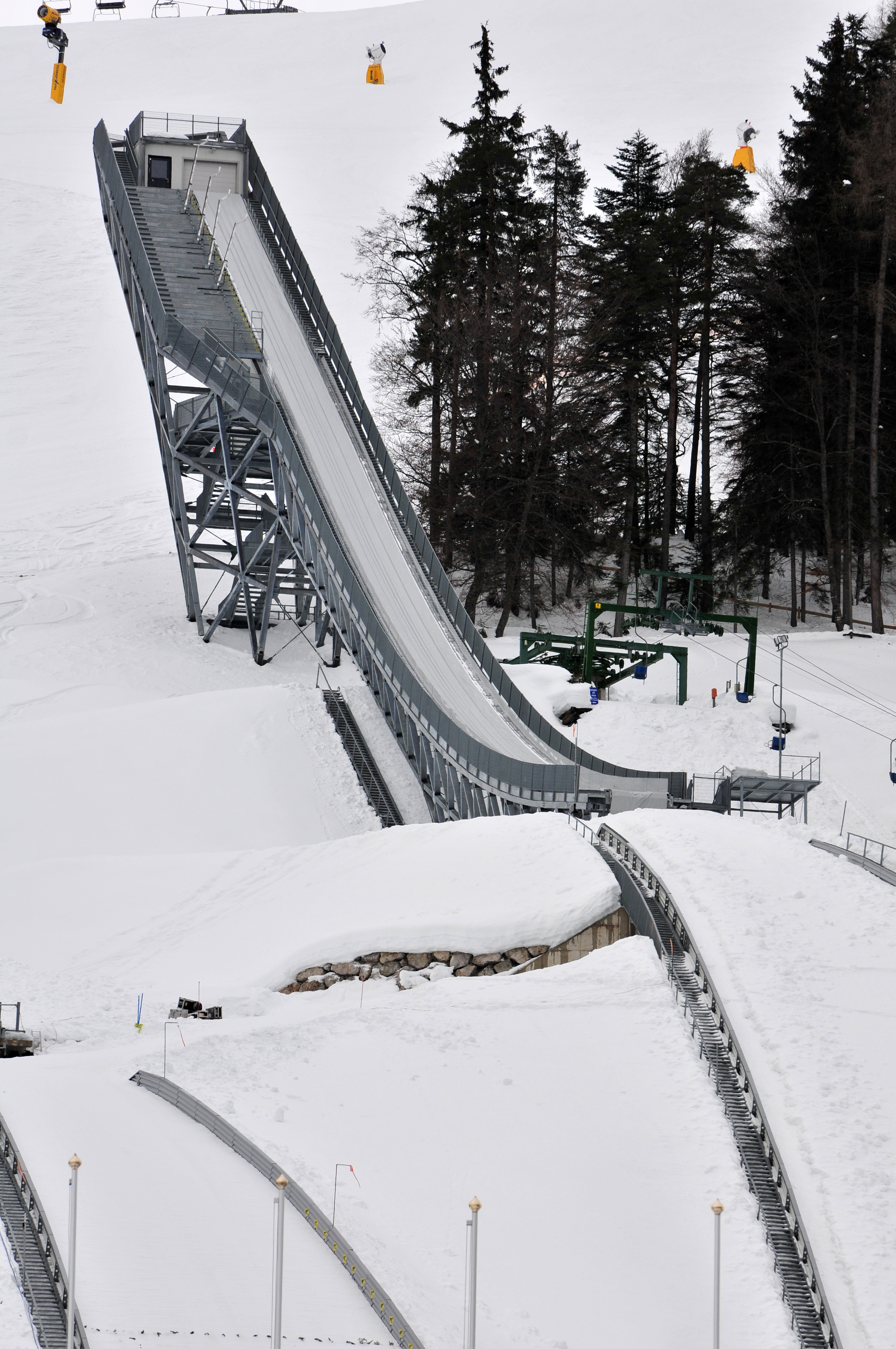
Skischans tijdens de Olympische Jeugdwinterspelen 2012

Schansspringen is een van de olympische sporten die beoefend werden tijdens de Olympische Jeugdwinterspelen 2012 in Innsbruck. De wedstrijden werden gehouden in het nabijgelegen Seefeld. Er waren drie onderdelen; de individuele wedstrijd voor jongens en meisjes, op 14 januari en een teamwedstrijd samen met de Noordse combinatie op 20 januari.

## Deelnemers
De deelnemers moesten in 1995 of 1996 geboren zijn. Het maximale aantal deelnemers was door het IOC vastgesteld op 25 jongens en 20 meisjes met een maximum van een jongen en meisje per land.
De startplaatsen werden verdeeld op basis van het landenklassement van het WK Noordse combinatie en ook het gastland kreeg een startplaats toebedeeld. De overige startplaatsen waren voor de landen die daarnaast het beste scoorden in de individuele skispringwedstrijd op datzelfde WK. Indien plaatsen niet ingevuld werden, wees de FIS deze alsnog toe. Het land bepaalde vervolgens zelf welke deelnemer het inschreef.

## Medailles
| Onderdeel                                       | Goud | Goud                                           | Zilver | Zilver                                  | Brons | Brons                                    |
| ----------------------------------------------- | ---- | ---------------------------------------------- | ------ | --------------------------------------- | ----- | ---------------------------------------- |
| Jongens                                         | SLO  | Anze Lanisek                                   | NOR    | Mats S Berggaard                        | JPN   | Yukiya Sato                              |
|                                                 |      |                                                |        |                                         |       |                                          |
| Meisjes                                         | JPN  | Sara Takanashi                                 | GER    | Katharina Althaus                       | SLO   | Ursa Bogataj                             |
|                                                 |      |                                                |        |                                         |       |                                          |
| Schansspringen- Noordse combinatie gemengd team | GER  | Katharina Althaus Andreas Wellinger Tom Lubitz | SLO    | Ursa Bogataj Anze Lanisek Luka Pintaric | CAN   | Taylor Henrich Dusty Korek Nathaniel Mah |

## Uitslagen

### Individueel
Beide wedstrijden vonden op 14 januari plaats.
| Jongens |                      |      |              |          |              |          |              |
| #       | Naam                 | Land | sprong 1 (m) | punten 1 | sprong 2 (m) | punten 2 | totaalpunten |
| Goud    | Anze Lanisek         | SLO  | 81,0         | 143,7    | 79,0         | 142,4    | 286,1        |
| Zilver  | Mats S Berggaard     | NOR  | 77,5         | 137,8    | 78,0         | 140,0    | 277,8        |
| Brons   | Yukiya Sato          | JPN  | 77,0         | 136,6    | 73,0         | 123,5    | 260,1        |
| 04      | Andreas Wellinger    | GER  | 74,0         | 127,4    | 73,0         | 125,5    | 252,9        |
| 05      | Miika Ylipulli       | FIN  | 73,0         | 124,5    | 72,5         | 122,3    | 246,8        |
| 06      | Tomas Friedrich      | CZE  | 74,0         | 127,9    | 70,5         | 118,5    | 246,4        |
| 07      | Elias Tollinger      | AUT  | 74,0         | 127,4    | 71,0         | 118,2    | 245,6        |
| 08      | Dusty Korek          | CAN  | 72,5         | 123,8    | 70,5         | 117,0    | 240,8        |
| 09      | Killian Peier        | SUI  | 71,5         | 119,9    | 70,5         | 117,0    | 236,9        |
| 10      | Daniele Varesco      | ITA  | 67,5         | 107,8    | 67,0         | 108,1    | 215,9        |
| 11      | Oldrik van der Aalst | NED  | 65,5         | 103,0    | 68,5         | 112,2    | 215,2        |
| 12      | Sergej Drozdow       | UKR  | 69,5         | 107,6    | 68,0         | 107,0    | 214,6        |
| 13      | Rauno Loit           | EST  | 65,5         | 103,5    | 65,5         | 103,5    | 207,0        |
| 14      | Krzysztof Leja       | POL  | 64,5         | 101,1    | 66,0         | 105,2    | 206,3        |
| 15      | Arthur Royer         | FRA  | 66,5         | 105,9    | 61,5         | 93,9     | 199,8        |
| 16      | Faik Yüksel          | TUR  | 64,5         | 100,6    | 62,5         | 95,3     | 195,9        |
| 17      | Robert Valentin Tatu | ROU  | 62,5         | 95,8     | 62,0         | 92,1     | 187,9        |
| 18      | Jurij Samsonow       | RUS  | 63,5         | 96,7     | 60,5         | 90,0     | 186,7        |
| 19      | William Rhoads       | USA  | 59,0         | 86,4     | 63,0         | 95,0     | 181,4        |
| 20      | Akos Szilagyi        | HUN  | 60,5         | 90,0     | 60,0         | 87,8     | 177,8        |
| 21      | Dejan Funtarow       | BUL  | 52,5         | 63,3     | 66,0         | 103,2    | 166,5        |
| 22      | Aliaksandr Meszetka  | BLR  | 45,5         | 46,5     | 46,5         | 48,9     | 95,4         |
| 23      | Kanat Khamitow       | KAZ  | 44,0         | 40,9     | 39,5         | 31,6     | 72,5         |

| Meisjes |                       |      |              |          |              |          |              |
| #       | Naam                  | Land | sprong 1 (m) | punten 1 | sprong 2 (m) | punten 2 | totaalpunten |
| Goud    | Sara Takanashi        | JPN  | 76,5         | 134,4    | 76,5         | 134,9    | 269,3        |
| Zilver  | Katharina Althaus     | GER  | 71,0         | 119,2    | 72,5         | 123,3    | 242,5        |
| Brons   | Ursa Bogataj          | SLO  | 71,5         | 120,4    | 71,5         | 118,9    | 239,3        |
| 04      | Léa Lemare            | FRA  | 67,0         | 108,6    | 70,5         | 117,5    | 226,1        |
| 05      | Taylor Henrich        | CAN  | 64,0         | 99,4     | 66,0         | 105,2    | 204,6        |
| 06      | Natalia Dejmková      | CZE  | 64,5         | 99,1     | 63,5         | 97,2     | 196,3        |
| 07      | Jenny Rautionaho      | FIN  | 62,5         | 96,3     | 63,5         | 98,7     | 195,0        |
| 08      | Karoline Roestad      | NOR  | 63,5         | 96,7     | 62,0         | 93,1     | 189,8        |
| 09      | Emilee Anderson       | USA  | 59,5         | 85,1     | 65,5         | 101,0    | 186,1        |
| 10      | Anastasia Veszczikowa | RUS  | 58,0         | 83,5     | 59,0         | 86,4     | 169,9        |
| 11      | Li Xueyao             | CHN  | 59,5         | 82,1     | 58,0         | 79,5     | 161,6        |
| 12      | Veronica Gianmoena    | ITA  | 51,0         | 66,2     | 55,5         | 76,0     | 142,2        |
| 13      | Michaela Kranzl       | AUT  | 50,0         | 63,8     | 50,5         | 64,5     | 128,3        |
| 14      | Magdalena Palasz      | POL  | 40,5         | 34,5     | 43,5         | 43,2     | 77,7         |

### Team
Aan de landenteamwedstrijd schansspringen nam per land een noordse combinatieskiër, een schansspringer en een schansspringster deel.
| #      | Team/ Teamleden                                               | Punten 1e ronde         | Punten 2e ronde         | Totaal |
| ------ | ------------------------------------------------------------- | ----------------------- | ----------------------- | ------ |
| Goud   | Duitsland Katharina Althaus Tom Lubitz Andreas Wellinger      | 309.8 108.1 098.9 102.8 | 330.3 096.0 107.1 127.2 | 640.1  |
| Zilver | Slovenië Ursa Bogataj Luka Pintaric Anze Lanisek              | 262.5 073.8 086.9 101.8 | 348.0 104.7 106.7 136.6 | 610.5  |
| Brons  | Canada Taylor Henrich Nathaniel Mah Dusty Korek               | 277.1 079.7 099.4 098.0 | 309.9 073.4 110.8 125.7 | 587.0  |
| 04     | Finland Jenny Rautionaho Ilkka Herola Miika Ylipulli          | 276.2 064.1 102.3 109.8 | 302.1 057.2 119.2 125.7 | 578.3  |
| 05     | Japan Sara Takanashi Go Yamamoto Yukiya Sato                  | 235.3 079.6 087.6 068.1 | 340.7 129.3 102.3 109.1 | 576.0  |
| 06     | Noorwegen Karoline Röstad Harald Johnas Riiber Mats Berggaard | 271.2 057.4 105.7 108.1 | 301.2 056.4 109.0 135.8 | 572.4  |
| 07     | Oostenrijk Michaela Kranzl Paul Gerstgraser Elias Tollinger   | 272.1 048.6 099.9 123.6 | 276.0 042.8 104.9 128.3 | 548.1  |
| 08     | Tsjechië Natalie Dejmkova Tomas Portyk Tomas Friedrich        | 239.3 053.0 089.8 096.5 | 298.2 046.5 125.5 126.2 | 537.5  |
| 09     | Frankrijk Lea Lemare Tom Balland Arthur Royer                 | 227.2 080.9 069.1 077.2 | 283.3 081.4 093.8 108.1 | 510.5  |
| 10     | Italië Veronica Gianmoena Rafaelle Buzzi Daniele Varesco      | 222.8 035.1 086.6 101.1 | 266.8 040.5 112.9 113.4 | 489.6  |
| 11     | Verenigde Staten Emilee Anderson Colton Kissel William Rhoads | 205.7 044.1 078.6 083.0 | 230.5 044.1 090.2 096.2 | 436.2  |
| 12     | Polen Magdalena Palasz Michal Pytel Krzysztof Leja            | 210.8 031.8 084.9 094.1 | 215.4 023.4 090.7 101.3 | 426.2  |
| 13     | Rusland Anastasia Veshchikova Roman Terekhin Yury Samsonov    | 180.5 054.6 057.7 068.2 | 178.1 031.4 072.4 074.3 | 358.6  |

Alpineskiën · Biatlon · Bobsleeën · Curling · Freestyleskiën · IJshockey · Kunstrijden · Langlaufen · Noordse combinatie · Rodelen · Schaatsen · Schansspringen · Shorttrack · Skeleton · Snowboarden